# Chorthippus changbaishanensis
Chorthippus changbaishanensis is een rechtvleugelig insect uit de familie veldsprinkhanen (Acrididae). De wetenschappelijke naam van deze soort is voor het eerst geldig gepubliceerd in 1987 door Liu.
1. ↑  (en) Chorthippus changbaishanensis op de IUCN Red List of Threatened Species.